# Psychotria chlorocalyx
Psychotria chlorocalyx är en måreväxtart som beskrevs av Karl Moritz Schumann. Psychotria chlorocalyx ingår i släktet Psychotria och familjen måreväxter. Inga underarter finns listade i Catalogue of Life.